# Formula Tasman
La Formula Tasman fu un campionato automobilistico disputato tra Australia e Nuova Zelanda a partire dagli anni sessanta. Deve il nome al Mar di Tasman che divide i due paesi.

## La storia

### L'era delle Formula 1
Utilizzava inizialmente i telai non più usati dalla Formula 1, spinti dai propulsori di 2500 cm³, non più consentiti dal regolamento tecnico a partire dal 1961.
Per tale ragione, almeno nel 1964 e nel 1965 le vetture impegnate nella categoria erano considerate più veloci di quelle utilizzate nel campionato di Formula 1. Quando, nel 1966, la Formula 1 passò ai motori 3000 cm³ la Tasman perse questo primato. Nella stagione 1968, comunque, la Cosworth introdusse una variante del motore DFV V8, conosciuto come DFW, pensato appositamente per le vetture della F.Tasman, e la BRM equipaggiò le monoposto con una versione depotenziata del suo V12.
La serie funse da fucina per i talenti dell'emisfero australe come Jack Brabham, Bruce McLaren, Chris Amon e Denny Hulme. Ma il fatto che la categoria si corresse d'inverno (tra novembre e marzo) spinse anche molti assi del volante, europei o americani, a parteciparvi. Tra gli altri Jim Clark, Graham Hill, Phil Hill, Jochen Rindt, Pedro Rodríguez e Jackie Stewart.

### La Formula 5000
Nel 1970 le vetture Formula 5000 affiancarono le Formula 1 nel tentativo di ridurre i costi e la categoria perse il suo appeal verso i piloti più competitivi. Nel 1972 la cilindrata massima fu ridotta a 2.000 cm³. La serie s'interruppe nel 1975 per essere sostituita in Australia dalla Rothmans International Series (che durò fino al 1979), mentre in Nuova Zelanda venne creata la Peter Stuyvesant Series, che dopo il 1976 adottò vetture della Formula Pacific.

### La Formula Holden
Per due stagioni, tra il 1999 e il 2000, il nome venne ripreso da un campionato, disputato in Nuova Zelanda, che impiegava vetture della Formula Holden.

## Albo d'oro

### Tasman Series F1
| Anno | Campione       | Vettura                 |
| ---- | -------------- | ----------------------- |
| 1964 | Bruce McLaren  | Cooper T70-Climax       |
| 1965 | Jim Clark      | Lotus 32B-Climax        |
| 1966 | Jackie Stewart | BRM P261 (2617)         |
| 1967 | Jim Clark      | Lotus 33-Climax         |
| 1968 | Jim Clark      | Lotus 49T-Ford Cosworth |
| 1969 | Chris Amon     | Ferrari 246T/69         |

### Tasman Series F5000
| Anno | Campione        | Vettura                 |
| ---- | --------------- | ----------------------- |
| 1970 | Graeme Lawrence | Ferrari 246T (2.5L FIA) |
| 1971 | Graham McRae    | McLaren M10B-Chevrolet  |
| 1972 | Graham McRae    | McRae GM1-Chevrolet     |
| 1973 | Graham McRae    | McRae GM1-Chevrolet     |
| 1974 | Peter Gethin    | Chevron B24-Chevrolet   |
| 1975 | Warwick Brown   | Lola T332-Chevrolet     |